# HD 41312
HD 41312，又名CD-26 2675，SAO 171180、HR 2140，是一颗恒星，视星等为5.04，位于銀經232.33，銀緯-21.62，其B1900.0坐标为赤經5h 59m 13.7s，赤緯-26° -21.62′ 2″。